# Paul Baumann (Politiker, 1901)
Paul Baumann (* 27. März 1901 in Biebrich; † 17. Dezember 1976 in Mainz) war ein deutscher Politiker (KPD) und Amateurastronom.

## Leben

### Politik
Der Angestellte Baumann wurde 1933 Orgleiter des KPD-Unterbezirks Mainz. Nach dem Zweiten Weltkrieg war er ab 1945 Kreisvorsitzender der KPD in Mainz, ab 1946 auch Mitglied der Landesleitung der KP Hessen-Pfalz, sowie 1947 auch Mitglied der KPD-Landesleitung Rheinland-Pfalz. Seit 1946 war er zudem Stadtrat in Mainz sowie Mitglied der Beratenden Landesversammlung Rheinland-Pfalz, ab 1947 schließlich Mitglied des Rheinland-Pfälzischen Landtages und Bezirksvorsitzender der KP Rheinhessen sowie Leiter des Sekretariats der Süddeutschen Ärzte- und Sanitätshilfe (SÄS) in Mainz. Im November 1947 wurde gegen Baumann ein Parteiverfahren eingeleitet wegen seines ungeklärten Verhaltens zwischen 1933 und 1945. Baumann legte daraufhin nach entsprechender Aufforderung der Parteileitung am 31. Januar 1948 sein Landtagsmandat (Nachrückerin im Landtag wurde Fina Halein), im März 1948 auch sein Stadtratsmandat und seine Parteifunktionen nieder. Anschließend wurde er Leiter der Betreuungsstelle für die Opfer des Faschismus in Mainz. Ab 1949 war er Mitarbeiter der rheinland-pfälzischen KPD-Zeitung Neues Leben.

### Amateurastronomie
Nach seinem politischen Leben befasste sich Baumann mit der Astronomie. Aus seinem Freundeskreis bildete sich 1961 die Astronomische Arbeitsgemeinschaft der Sternfreunde Mainz und Umgebung e.V. (AAG Mainz). Er initiierte 1962 den Bau der Volkssternwarte Mainz auf dem Gebäude der Anne-Frank-Schule. Die Arbeitsgemeinschaft benannte die Außensternwarte in Klein-Winternheim nach ihm (Paul-Baumann-Sternwarte).
Werner Landgraf benannte den von ihm entdeckten Asteroiden (3683) Baumann nach Paul und Helene Baumann (1899–1986).